# Anahim Lake Airport
Anahim Lake Airport är en flygplats i Kanada.   Den ligger i provinsen British Columbia, i den sydvästra delen av landet, 3 600 km väster om huvudstaden Ottawa. Anahim Lake Airport ligger 1 102 meter över havet.
Terrängen runt Anahim Lake Airport är platt. Trakten runt Anahim Lake Airport är nära nog obefolkad, med mindre än två invånare per kvadratkilometer.. Det finns inga samhällen i närheten.
I omgivningarna runt Anahim Lake Airport växer i huvudsak barrskog.